# Todiramphus miyakoensis
Todiramphus miyakoensis, "miyakokungsfiskare", är en fågel i familjen kungsfiskare inom ordningen praktfåglar. Tidigare bektraktades den ofta som underart till guamkungsfiskare (Todiramphus cinnamominus), men erkänns numera vanligen inte som ett giltigt taxon. Vissa urskiljer den dock alltjämt som egen art.
Fågeln är endast känd från ett exemplar, troligen en hane, som ska ha samlats in på ön Miyako-jima i  Ryukyuöarna 5 februari 1887. De enda skillnaderna mellan detta exemplar och guamkungsfiskaren är att miyakoensis saknar ett svart band i nacken och fötterna är röda istället för svarta. Skillnaderna i vinglängd tros vara en effekt av uppstoppningen. Om exemplaret verkligen utgör ett eget taxon är fågeln med största sannolikhet utdöd idag.